# Ухо Земли (Эчки-Даг)
Ухо Земли, Хулах-Иернын, Хулах-Ерным — карстовая пещера (шахта) на горном массиве Эчки-Даг в Крыму. Относится к Горно-Крымской карстовой области.

## Описание
Карстовая шахта (пещера вертикального типа) в горном массиве Эчки-Даг в Крыму. Относится к Горно-Крымской карстовой области. Заложена в верхнеюрских известняках. Протяженность — 120 м, глубина — 125 м, категория трудности — 2А.
Пещера находится на восточном склоне горы Кокуш-Кая гряды Эчки-Даг. Этот горный массив Главной гряды, высотой 688 м над уровнем моря, расположен между Солнечной Долиной и Щебетовкой. Скалы массива в основном сложены мощными известняками — древними рифами. В пластах в результате тектонических движений образовалась складчатость.
От турстоянки Эчки-Даг тропа пролегает через редколесье из граба и дуба к большой полукруглой выемке в обрыве горы — древней обвальной нише. Далее тропа заходит в неглубокое ущелье, откуда начинается овраг Ветвистый. В ста метрах южнее его верховья под кустами шиповника и кизильника на голом известняковом склоне Кокуш-Каи находится вход в карстовый колодец, который имеет вид узкой щели.
Пещера исследовалась феодосийскими спелеологами.